# Württemberg
Württemberg povijesno je područje u jugozapadnoj Njemačkoj. Danas se nalazi u sastavu savezne države Baden-Württemberg a obuhvaća i dijelove povijesne regije Frankonije. Većina stanovništva govori švapski njemački, dio frankonski.
Württemberg je nastao oko 1100 kao grofovija unutar Švapskog vojvodstva koje se se raspalo 1268 nakon smrti vojvode Konradina. stoljeću. Jezgra mu je bila oko današnjeg Stuttgarta. Grof Konrad I je bio prvi grof a njegovi nasljednici su uspjeli proširiti njegov teritorij. Württemberg je 1496 postao vojvodstvo a 1806. nakon službenog raspada Svetog Rimskog Carstva kraljevstvo. Kao kraljevstvo je funkcionirao u sklopu Njemačkog carstva do 1918. U razdoblju 1918-1945 Württemberg je bio slobodna narodna država Württemberg a nakon savezničkog cijepanja 1945-1952 postaje dio savezne države Baden-Württemberg.
Glavni grad je Stuttgart. Jedno kratko razdoblje se je sjedište vlade nalazilo u Ludwigsburgu i Urachu. Ime dinastije i države dolazi od strmih stuttgartskih brda, blizu Stuttgart-Untertürkheima.